# Bandad fnittertrast
Bandad fnittertrast (Ianthocincla lunulata) är en fågel i familjen fnittertrastar inom ordningen tättingar.

## Utseende och läte
Bandad fnittertrast är en medelstor (24–25 cm) fnittertrast med dämpade färger, svartbeige-bandad ovan och vitfjällig under. Runt ögat syns en karakteristisk vit fläck. Stjärten är blågrå, längst ut svart med vita spetsar. På vingarna syns blåkantade handpennor. Sången är en ljudlig och klar ramsa som i engelsk litteratur återges "chu-whí’u-wu-whu’u".

## Utbredning och systematik
Fågeln är endemisk för Kina där den påträffas i södra Gansu, södra Shaanxi och västra Sichuan. Den behandlas antingen som monotypisk eller delas in i två underarter med följande utbredning:
- lunulata – centrala Kina
- liangshanensis – sydcentrala Kina

### Släktestillhörighet
Bandad fnittertrast placeras traditionellt i det stora fnittertrastsläktet Garrulax, men tongivande Clements et al lyfter ut den och ett antal andra arter till släktet Ianthocincla efter DNA-studier. Senare studier bekräftar att Garrulax består av flera, äldre klader, varför denna linje följs här.

## Levnadssätt
Bandad fnittertrast återfinns i öppna löv- och blandskogar med tät undervegeation av bambusnår. Där födosöker den i smågrupper tillbakadraget på marken efter ryggradslösa djur och antagligen även vegetabiliskt material. Häckningen sker i juni, i övrigt finns ingen information.

## Status och hot
Arten har ett stort utbredningsområde och en stor population, men tros minska i antal på grund av habitatförstörelse och fragmentering, dock inte tillräckligt kraftigt för att den ska betraktas som hotad. Internationella naturvårdsunionen IUCN kategoriserar därför arten som livskraftig (LC). Världspopulationen har inte uppskattats men den beskrivs som relativt ovanlig.